# Шимич, Антун Бранко
Антун Бранко Шимич (сербохорв. Antun Branko Šimić, 18 ноября 1898, Дриновцы, около Груде, Австро-Венгрия — 3 мая 1925, Загреб, КСХС) — герцеговинский поэт и эссеист.

## Биография
В школу пошел в своем родном городе. Три класса францисканской школы закончил в Широком Бриеге. А четвертый класс поступил в гимназию Винковца. Окончил гимназию в Загребе. В 1917 году бросил школу и стал издавать журнал «Вихрь» (хорв. Vijavica). В 1919 году под впечатлением движения Der Sturm основал журнал «Натиск» (хорв. Juriš). В 1923 начал публиковать и третий журнал — «Писатель» (хорв. Književnik).
В 1924 году перенес тяжелую пневмонию и заболел туберкулёзом. Ездил лечится в Дубровник и Цавтат. В 1925 вернулся в Загреб, где и умер от туберкулёза 2 мая. Похоронен на кладбище Мирогой.

## Творчество
Smrt nije izvan mene. Ona je u meni

od najprvog početka: sa mnom raste

u svakom času

Jednog dana

ja zastanem

a ona raste dalje

u meni dok me cijelog ne proraste

i stigne na rub mene. Moj svršetak

njen pravi je početak:

kad kraljuje dalje sama...